# Silberkehltangare

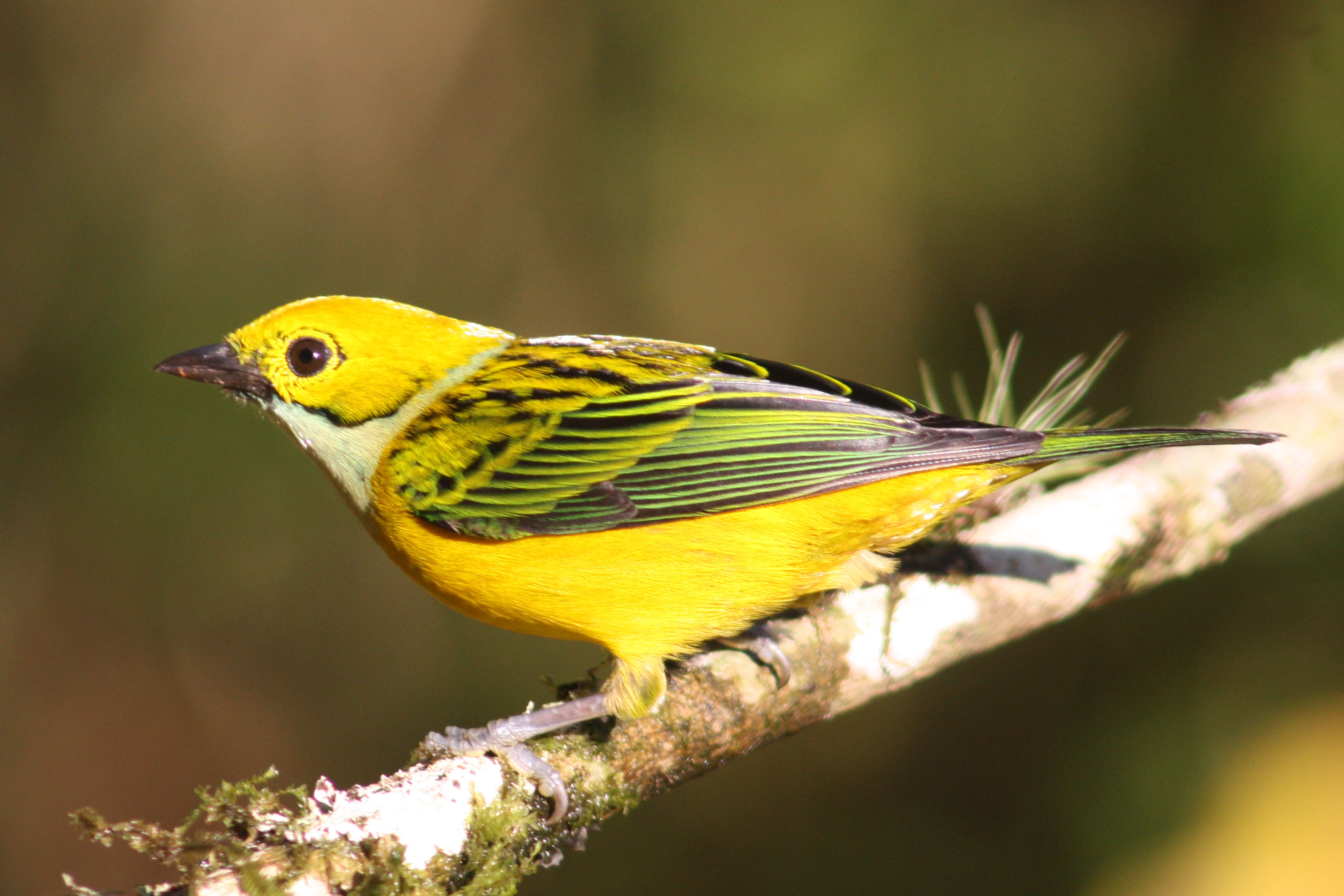
Silberkehltangare in Costa Rica

Die Silberkehltangare (Tangara icterocephala) ist eine in Mittel- und Südamerika vorkommende Vogelart aus der Familie der Tangaren (Thraupidae).

## Merkmale
Die Silberkehltangare erreicht eine Körperlänge von etwa 13 Zentimetern und ein Gewicht von 17,7 bis 24,7 Gramm. Die Vögel haben eine überwiegend gelbe Gefiederfärbung. Arttypisch sind der goldgelbe Kopf und die silbrig weiße Kehle. Vom Schnabelansatz erstreckt sich ein schwarzer, Schnurrbart ähnlicher Streifen bis zur Kopfmitte. Das Rückengefieder ist bräunlich gescheckt, die Arm- und Handschwingen sowie die Steuerfedern sind braun und gelbgrün eingefasst. Die Geschlechter unterscheiden sich farblich kaum, die Weibchen zeigen jedoch etwas blassere Farben.

## Verbreitung, Unterarten und Lebensraum
Neben der im Osten Panamas, in den Andenregionen von Kolumbien sowie im Westen Ecuadors vorkommenden Nominatform Tangara cyanocephala cyanocephala sind zwei weitere Unterarten bekannt:
- Tangara icterocephala frantzii (Cabanis, 1861) – im Norden Costa Ricas sowie an Berghängen in der Provinz Veraguas
- Tangara icterocephala oresbia Wetmore, 1962 – im Gebirge Westpanamas.

Silberkehltangare besiedeln bevorzugt feuchte Wälder, Waldränder und Berghänge in Höhenlagen zwischen 150 und 2100 Metern.

## Lebensweise
Die Vögel ernähren sich in erster Linie von Früchten, in geringem Maße auch von Gliederfüßern (Arthropoda). Sie leben paarweise oder in kleinen Gruppen, zuweilen auch in Gesellschaft mit anderen Tangaren-Arten. Je nach klimatischen Bedingungen und Höhenlage werden ein oder zwei Bruten im Jahr ausgeführt, in Kolumbien beispielsweise zwischen Februar und April sowie im Oktober. Das Nest wird innerhalb von drei bis sechs Tagen aus Moos, Blättern und Seide von Spinnennetzen gefertigt und in Büschen oder Bäumen in Höhen zwischen einem und elf Metern über dem Boden angelegt und mit zwei Eiern versehen. Diese sind weißlich oder blass grau gefärbt und mit einigen bräunlichen Flecken versehen. Nur das Weibchen brütet. Die Brutdauer beträgt 13 bis 14 Tage. Nestlinge werden von beiden Eltern mit Nahrung versorgt und fliegen nach 15 Tagen aus.

## Gefährdung und Schutz
Die Silberkehltangare ist in Schutzgebieten und Nationalparks nicht selten und wird demzufolge von der Weltnaturschutzorganisation IUCN als  „Least Concern = nicht gefährdet“ klassifiziert. Außerhalb der Schutzgebiete ist aufgrund der Urbarmachung des Lebensraums jedoch bereits ein Rückgang der Art festzustellen.